# 최대현 (1926년)
최대현(崔大賢, 1926년 2월 9일~1984년 7월 31일)은 대한민국의 정치인이다. 본관은 해주, 호는 해경이다.

## 경력
- 서울지방검찰청 부장검사
- 경상북도 대구지방검찰청 부장검사
- 서울지방검찰청 공안부장
- 서울고등검찰청 검사
- 대검찰청 수사국 국장 겸 검사
- 대검찰청 수사국 국장 겸 사정국 국장 직무대리
- 변호사 개업
- 대통령 비서실 사정담당비서관
- 홍익대학교 법학과 겸임교수
- 숙명여자대학교 정치외교학과 주임교수
- 대한민국 관세청장

## 학력
- 고려대학교 법학과 학사(1948년)
- 경희대학교 대학원 법학석사(1963년)
- 경희대학교 대학원 법학박사(1968년)

## 역대 선거 결과
| 실시년도 | 선거 | 대수 | 직책     | 선거구           | 정당       | 득표수 | 득표율      | 순위 | 당락 | 비고 |
| -------- | ---- | ---- | -------- | ---------------- | ---------- | ------ | ----------- | ---- | ---- | ---- |
| 1978년   | 총선 | 10대 | 국회의원 | 통일주체국민회의 | 유신정우회 |        | \| \| 0% \| | 지명 |      | 초선 |
|          | 0%   |      |          |                  |            |        |             |      |      |      |